# غرور و تعصب (فیلم ۱۹۴۰)
غرور و تعصب (انگلیسی: Pride and Prejudice) فیلمی در ژانر درام به کارگردانی رابرت زی. لنرد است که در سال ۱۹۴۰ منتشر شد.

## بازیگران
- گریر گارسون در نقش الیزابت بنت
- لارنس اولیویه در نقش فیتزویلیام دارسی
- ماری بولند در نقش خانم بنت
- ادنا می اولیور در نقش لیدی کاترین دو‌بورگ
- مورین اوسالیوان در نقش جین بنت
- ان رادرفورد در نقش لیدیا بنت
- فریدا اینسکورت در نقش کارولین بینگلی
- ادموند گون در نقش آقای بنت
- کارن مورلی در نقش شارلوت لوکاس کالینز
- هدر آنجل در نقش کاترین (کیتی) بنت
- مارشا هانت در نقش مری بنت
- ملویل کوپر در نقش ویلیام کالینز
- ادوارد اشلی-کوپر در نقش جورج ویکهام
- بروس لستر در نقش چارلز بینگلی
- ای.ای. کلایو در نقش سِر ویلیام لوکاس
- مارجری وود در نقش لیدی لوکاس
- ورنون داونینگ در نقش کاپیتان کارتر
- می بیتی در نقش خانم فیلیپس
- مارتین لامونت در نقش آقای دنی
- جیا کنت در نقش آن دو‌بورگ
- السپت داجن در نقش خانم کینگ (عدم ذکر نام در تیتراژ)
- لوئیس پاین در نقش آقای فیلیپس (عدم ذکر نام در تیتراژ)
- جرالد اولیور اسمیت در نقش کلنل فیتزویلیام (عدم ذکر نام در تیتراژ)
- بن هال در نقش شاعر (عدم ذکر نام در تیتراژ)
- ویندم استندینگ در نقش عضو کمیته (عدم ذکر نام در تیتراژ)

## گالری

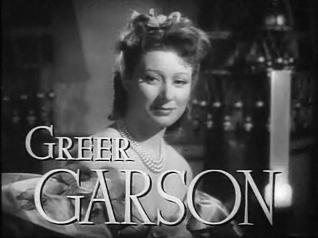
گریر گارسون

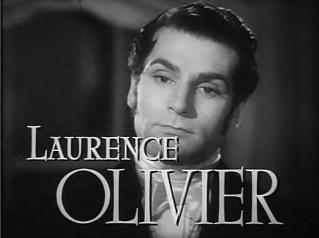
لارنس اولیویه

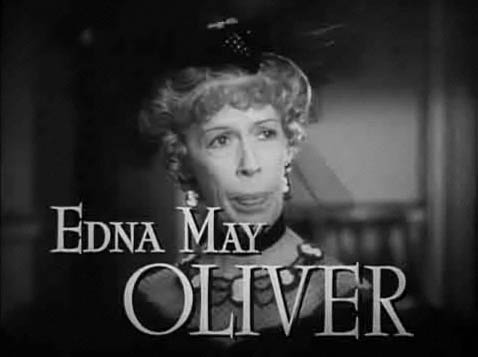
ادنا می اولیور

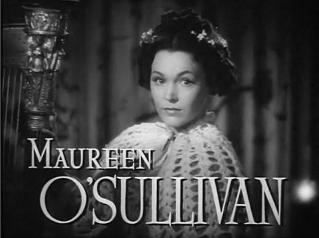
مورین اوسالیوان

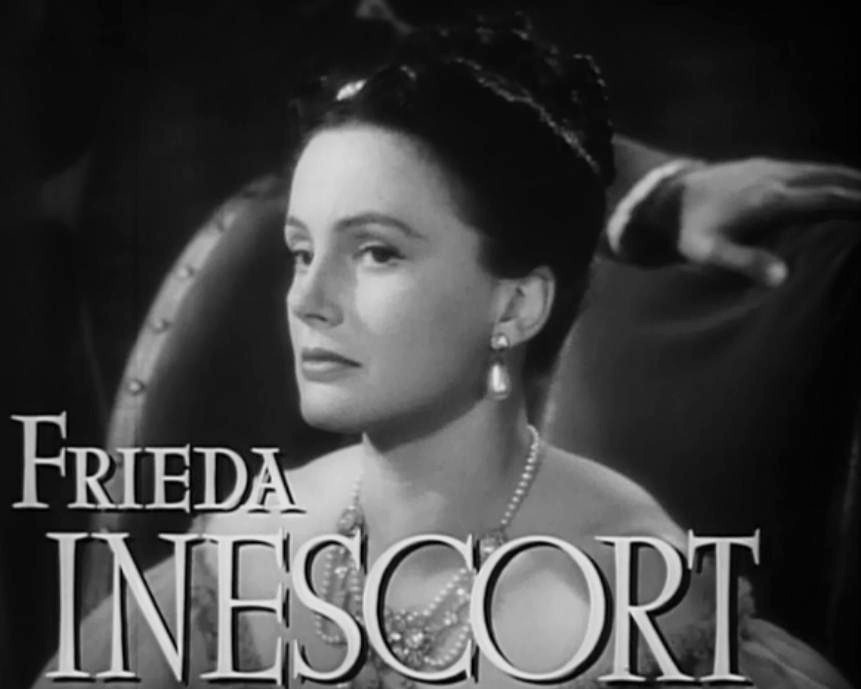
فریدا اینسکورت

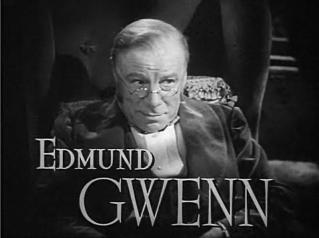
ادموند گون

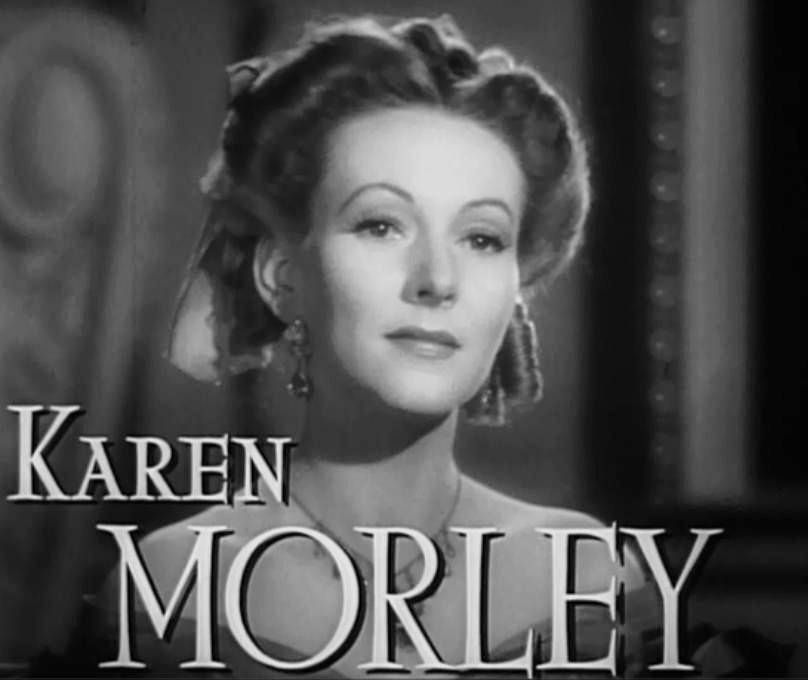
کارن مورلی

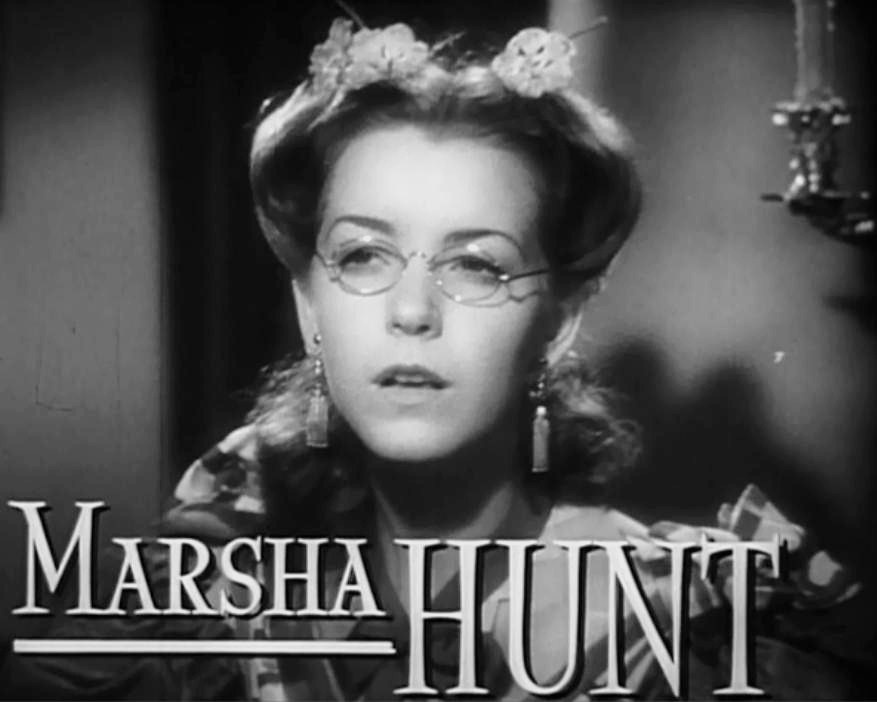
مارشا هانت

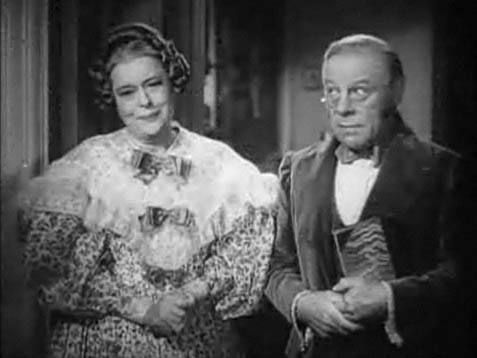
ادموند گون(راست) و ماری بولند (چپ)

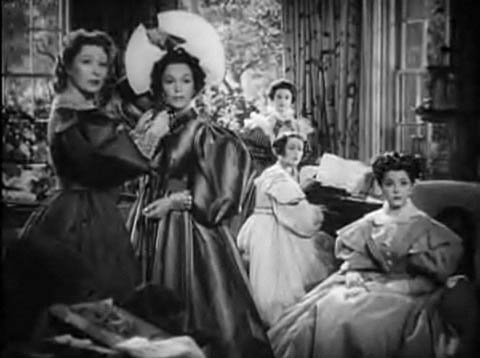
گریر گارسون ،
مورین اوسالیوان ، ان رادرفورد ، مارشا هانت و هدر آنجل